# Video Pinball
Video Pinball is een videospel dat werd ontwikkeld en uitgegeven door Atari. Het spel kwam in 1978 uit als arcadespel. In 1980 kwam het beschikbaar voor de Atari 2600. Het spel is een simulatie van een flipperkast. De bedoeling is om zoveel mogelijk punten te behalen. Het spelveld wordt met bovenaanzicht in de derde persoon getoond. Het spel omvat twee moeilijkheidsgraden en vier varianten. Als het Atari logo viermaal geraakt wordt krijgt de speler een extra bal. Het spel kan met een of twee spelers beurtelings gespeeld worden.

## Ontvangst
| Beoordeeld door       | Platform   | Jaar | Score |
| --------------------- | ---------- | ---- | ----- |
| The Video Game Critic | Atari 2600 | 2011 | 75    |
| Game Freaks 365       | Atari 2600 | 2006 | 73    |
| VideoGame             | Atari 2600 | 1991 | 60    |
| The Video Game Critic | Atari 2600 | 2002 | 58    |
| Retroage              | Atari 2600 | 2012 | 53    |
| Defunct Games         | Atari 2600 | 2014 | 50    |
| Tilt                  | Atari 2600 | 1982 | 50    |